# Jean-Luc Darbellay
Jean-Luc Darbellay (* 2. Juli 1946 in Bern) ist ein Schweizer Arzt, Komponist, Dirigent und Klarinettist. Er gilt als einer der führenden Schweizer Komponisten der Gegenwart. Darbellay ist Mitglied der Komponistengruppe Groupe Lacroix und Mitbegründer des Festival L’art pour l’Aar. Er war von 1994 bis 2007 Präsident der Schweizerischen Gesellschaft für Neue Musik (SGNM) und der ISCM Switzerland, der schweizerischen Sektion der Internationalen Gesellschaft für Neue Musik (ISCM). Sein Œuvre beläuft sich auf über 280 Werke aller Gattungen. Zu seinen bekanntesten Werken gehört Requiem (2005) für Soli, Chor und Orchester, das unter der Leitung von Fabio Luisi uraufgeführt wurde. Für sein Schaffen wurde er mit dem französischen Orden Chevalier des Arts et des Lettres geehrt. Zuletzt war er Composer in Residence beim Orchestre de Chambre de Lausanne und beim Festival Sommets Musicaux de Gstaad.

## Leben

### Herkunft und Medizinerberuf
Jean-Luc Darbellay entstammt einer alteingesessenen Walliser Familie. Die erste urkundliche Erwähnung stammt aus dem Jahr 1330. Er wurde 1946 als Sohn des musikbegeisterten Berner Arztes Pierre Darbellay (1912–1980) und von dessen Frau Rita Lohner (1913–1993) geboren. Seinen ersten Violinunterricht erhielt er im Alter von neun Jahren bei Magda Lavanchy, einer Schülerin des belgischen Geigers Eugène Ysaÿe, an der Berner Musikschule. Auf Grund seines Interesses für Jazz wechselte er im Jahr 1964 zur Klarinette. Zwei Jahre später gab er sein erstes öffentliches Konzert. Nach der Matur an einem humanistischen Gymnasium in Bern entschied er sich, wie sein Bruder und sein Vater zuvor, für ein Medizinstudium, welches er 1966 an der Universität Bern antrat und 1972 mit dem Eidgenössischen Staatsexamen abschloss. 1968 gründete er das Medizinerorchester Bern, in dem er den Klarinettenpart übernahm. Er wurde zum Dr. med. promoviert und arbeitete drei Jahre als Assistenzarzt in einem Krankenhaus in Baden bei Zürich. Neben seinem kompositorischen Schaffen war er von 1980 bis zu seiner Pensionierung 2012 als Allgemeinmediziner in Bern tätig.

### Musikstudium und Ensemblegründungen
Von 1975 bis 1979 studierte er Klarinette bei Kurt Weber, dem Solisten des Berner Symphonieorchesters, am Berner Konservatorium. Weiterhin gehörten u. a. zu seinen Lehrern Theo Hirsbrunner (Schüler von Pierre Boulez) in Tonsatz und Komposition und Paul Theissen in Dirigieren. Darbellay bezeichnete sich selbst als musikalischen Enkel von Pierre Boulez. 1976 gab er sein Debüt als Dirigent beim Orchester der Internationalen Sommerakademie Biel. Noch während des Studiums gründete er das Ludus Ensemble in Bern, dem er bis heute vorsteht und dessen Repertoire Schweizer Komponisten wie Ulrich Amann, Robert Blum, Caroline Charrière, Hans Eugen Frischknecht, Paul Hindemith, Arthur Honegger, Frank Martin, Othmar Schoeck und Alfred Schweizer umfasst. Bisher gab das Kammerensemble über 300 Konzerte im In- und Ausland. Das auf zeitgenössische Kammermusik spezialisierte Ensemble Accroche Note um die Sängerin Françoise Kubler und den Klarinettisten Armand Angster aus Strassburg trug in den 1980er Jahren wesentlich zur Verbreitung erster Kompositionen Darbellays bei. Im Jahr 1982 war Darbellay Teilnehmer der Internationalen Ferienkurse für Neue Musik in Darmstadt. Er besuchte ebenda Kompositionskurse bei Brian Ferneyhough, Helmut Lachenmann, Gérard Grisey, Michaël Levinas und Wolfgang Rihm.
Ab 1984 nahm er u. a. an Dirigierkursen bei Pierre Dervaux, Jean-Marie Auberson und Franco Ferrara teil. Nach seinen einjährigen Kompositionsstudien bei Cristóbal Halffter war er 1989, 1991 und 1993 Assistent Edisson Denissows bei den Internationalen Musikfestwochen Luzern (IMF). Von 1991 bis 1994 besuchte er Kurse bei Dimitri Terzakis am Berner Konservatorium. Bei einem Workshop in Perugia 1992 arbeitete er mit John Cage zusammen. Von 1992 bis 1995 besuchte er Kompositionsseminare von Pierre Boulez am Collège de France und am IRCAM in Paris. Ausserdem nahm er an Meisterkursen für Komposition bei Klaus Huber und Heinz Holliger teil. Nach dem gemeinsamen Denissow-Meisterkurs 1993 gründete er mit Michael Baumgartner, John Wolf Brennan, Christian Henking, Stephan Sabotta und Michael Schneider die Komponistengruppe Groupe Lacroix. Die Gruppe wurde später um Marianne Schroeder, Michael Radanovics und Alfons Karl Zwicker erweitert. Im Jahr 1995 rief er das Ensemble Spectrum, bestehend aus dem Pianisten Victor Yampolski, der Cellistin Natalia Savinova und dem Violinisten Mikhail Tsinman, ins Leben. 1997 gründete er mit dem Hornisten Olivier Darbellay und dem Saxofonisten Marc Sieffert das Ensemble Orion. Konzertreisen führten ihn durch Europa, in die Vereinigten Staaten, nach Kanada, Asien, Südamerika und Australien.

### Kompositorische Arbeit

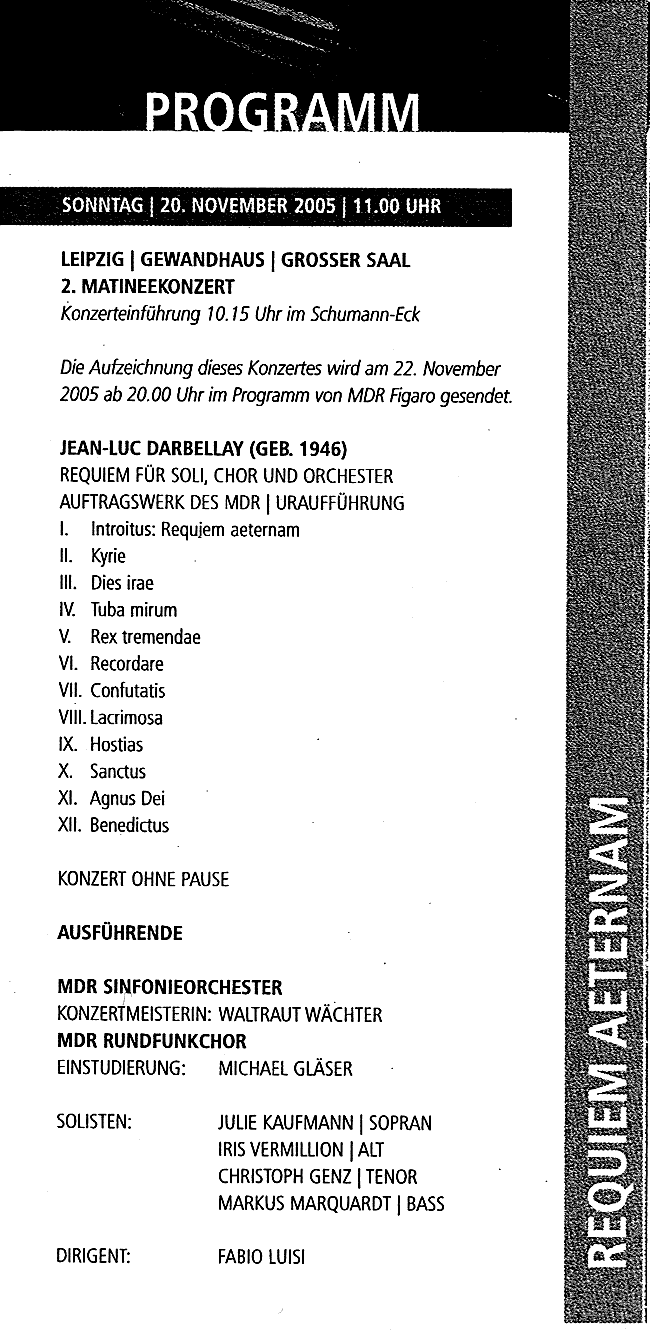
Besetzungszettel der Uraufführung von Requiem (2005) für Soli, Chor und Orchester

Den kompositorischen Durchbruch schaffte Darbellay mit seinem Konzert für Violoncello und Ensemble (1989), das im Entstehungsjahr vom finnischen Solisten Anssi Karttunen im Maison de Radio France in Paris uraufgeführt wurde. Er arbeitete intensiv mit dem Cellovirtuosen Siegfried Palm zusammen, dem er sieben Stücke widmete. Ihre erste Begegnung ereignete sich bei einem Kurs von György Kurtág in Bern. Kurtág komponierte das Stück Lebenslauf op. 32 (1992) für zwei Bassetthörner und zwei Klaviere, das Darbellay bei den Wittener Tagen für neue Kammermusik zur Uraufführung brachte. Für Radio Suisse Romande (RSR) und Radio Kanada komponierte er das Streichquartett Ecumes (1996). Anlässlich des 70-jährigen Bauhaus-Jubiläums in Dessau schuf er für den Mitteldeutschen Rundfunk (MDR) das Werk Ein Garten für Orpheus (1996) für Horn, Bassetthorn und Streicher mit Bezügen zu Paul Klee. Ausserdem brachte das Schweizer Nouvel Ensemble Contemporain (NEC) seine Werke Chandigarh (1996) für 17 Instrumente und Mégalithe – Lutèce (2001) für Horn und Ensemble zur Uraufführung.
Unter der Leitung des italienischen Dirigenten Fabio Luisi wurde das Auftragswerk des Westschweizer Radios Oyama (1999) für grosses Orchester vom Orchestre de la Suisse Romande im Jahr 2000 uraufgeführt. Das Programm wurde live vom Westschweizer Fernsehen (TSR) übertragen. Später folgten Aufführungen in Weimar und im Leipziger Gewandhaus mit dem MDR-Sinfonieorchester unter Fabio Luisi. Abermals kam es zu Übertragungen, diesmal bei France Musique. Darüber hinaus wurde das Stück der Tribune internationale des compositeurs des Internationalen Musikrates der UNESCO in Paris vorgestellt sowie in Hongkong und Kiew dargeboten. Selbiger Dirigent dirigierte auch sein wichtigstes Werk, Requiem (2005) für Soli, Chor und Orchester. 2007 wurde Echos (2007) für Horn und grosses Orchester während des Festivals Présences von Radio France uraufgeführt. Darbellays Klarinettenkonzert Zéphyr (2008) wurde u. a. durch den Solisten Stephan Siegenthaler im Rudolfinum in Prag uraufgeführt. 2010 und 2011 folgten die Uraufführungen von Dernière lettre à Théo (2010) für Bariton und Orchester durch das Orchestre de la Suisse Romande und Cosmos (2011) für Perkussion und Orchester durch das Orchestre de Chambre de Lausanne.
Jean-Luc Darbellay komponierte über 280 Werke aller Genres, auch eine Kammeroper. Mehrheitlich sind seine Werke bei Ricordi Berlin und Musica Mundana erschienen. In der Saison 2011/12 war Darbellay Composer-in-Residence beim Orchestre de Chambre de Lausanne und 2012 beim Klassikfestival Sommets Musicaux de Gstaad. Im Rahmen des Projekts Œuvres Suisses schuf er die sinfonischen Werke «Convergences (Verzerrte)» (Berner Symphonieorchester) und «ANGES. L’univers mystérieux de Paul Klee» (Orchestre de la Suisse Romande). Seine Kompositionen wurden in internationale Musikfestivals aufgenommen, u. a. Festival Alternativa in Moskau, Festival Présences in Paris, Pan Music Festival in Seoul, Brucknerfest in Linz, Wien Modern und Prague Premières sowie mehrere Weltmusiktage der Internationalen Gesellschaft für Neue Musik (Bukarest 1999, Luxemburg 2000, Hongkong 2002, Ljubljana 2003, Luzern 2004, Hongkong 2007, Göteborg 2009 und Zagreb 2011).
Im Jahre 2017 wurde er von Arnaud Merlin bei France Musique (Radio France) porträtiert.

### Organisation von Neuer Musik
Darbellay war 2002/03 gemeinsam mit den Schweizer Komponisten Hans Eugen Frischknecht, Ursula Gut und Alfred Schweizer Gründermitglied des zeitgenössischen Festivals L’art pour l’Aar. Er holte im Laufe des 20-jährigen Bestehens Komponisten wie Chan Wing-wah, Andor Losonczy und Max E. Keller nach Bern. Von 1994 bis 2007 war er Präsident der Schweizerischen Gesellschaft für Neue Musik (SGNM) und der ISCM Switzerland, der Schweizer Sektion der Internationalen Gesellschaft für Neue Musik (ISCM). Von 2003 bis 2007 waltete er im Vorstand (ExCom) der Internationalen Gesellschaft für Neue Musik (ISCM). Er initiierte u. a. die ISCM World Music Days 2004 in der Schweiz. Darbellay ist ferner Einzelmitglied der Gesellschaft für Neue Musik in Darmstadt, Stiftungsrat der Fondation de l’Orchestre de la Suisse Romande und Kuratoriumsmitglied der Freunde des MDR-Sinfonieorchesters.

### Familie und Vorlass
Er ist seit 1971 mit der aus Schnottwil stammenden Laborantin und Klarinettistin Elsbeth Darbellay-Fahrer verheiratet. Sie haben zwei gemeinsame Kinder, den Hornisten Olivier Darbellay (* 1974) und die Violinistin Noëlle-Anne Darbellay (* 1980).
Das Centre de documentation de la musique contemporaine in Paris dokumentiert Darbellays künstlerisches Schaffen. Im Jahr 2011 übergab er sein Musikarchiv der Mediathek Wallis in Sion / Sitten (Kanton Wallis).

## Tonsprache
Jean-Luc Darbellay gehört neben Heinz Holliger, Thüring Bräm und Laurent Mettraux zu den einflussreichsten zeitgenössischen Komponisten der Schweiz. Er wurde zunächst durch die Werke von Wolfgang Amadeus Mozart, Ludwig van Beethoven und Franz Schubert geprägt. Einen starken Einfluss übten auf ihn später Claude Debussy und Olivier Messiaen sowie Igor Strawinski und Anton Webern aus. Der Musiktheoretiker Theo Hirsbrunner machte ihn über das Klavierwerk von Webern mit der Dodekaphonie vertraut. Wie auch andere Berner Komponisten orientiert er sich an Sándor Veress und Pierre Boulez. Der Musikjournalist Stephan Thomas formulierte: «[…] Cristóbal Halffters Vorstellung eines musikalischen Kontinuums verbindet sich […] mit aserbaidschanischen Arabesken aus dem Einflussbereich Edison Denisovs, serielle 12-Ton-Elemente aus der Denkfabrik Boulez […] spielen eine wichtige Rolle im Zusammenhang mit den Pedaltonstudien Terzakis’ […]». Inspiration gewinnt Darbellay darüber hinaus durch die bildende Kunst, beispielsweise durch Paul Klees Werke Sozusagen und Ein Garten für Orpheus. In letzterem Werk verwendet er seine typische polyphon geführte Satztechnik, die Mikropolyphonie. In vielen seiner Kompositionen hat das Bassetthorn (Espaces und Chant d’adieux) sowie das Naturhorn (Appels und Signal) und Waldhorn (Azur und Echos) eine wichtige Bedeutung.

## Auszeichnungen
- 1995: Prix Radio Suisse Internationale für die CD Nova & Antiqua
- 2002: Publikumspreis beim Wettbewerb des Berner Symphonieorchesters (Ltg. Dmitri Kitajenko) für Ondes
- 2006: Verleihung des Chevalier de l’Ordre des Arts et des Lettres de la République Française (durch den französischen Botschafter in der Schweiz Jean-Didier Roisin)
- 2010: Nominierung der CD A Portrait für den Coup de Cœur Musique Contemporaine der Akademie Charles Cros[37]
- 2018: Nominierung des Orchesterwerks Anges – L’univers mystérieux de Paul Klee für den Prix de Composition Musicale der Fondation Prince Pierre de Monaco[38]
- 2019: Nominierung des Orchesterwerks Anges – L’univers mystérieux de Paul Klee für den Coup de Coeur des Jeunes Mélomanes der Fondation Prince Pierre de Monaco[39]

## Diskografie (Auswahl)
Jean-Luc Darbellays Musik wurde auf über 20 Tonträgern festgehalten.
- 1995: Nova & Antiqua (Cascavelle) mit Chœur Novantiqua, Bernard Heritier (Ltg.)
- 1997: Groupe Lacroix: The Composer Group (Creative Works Records) mit Moscow Rachmaninov Trio // Empreintes
- 2003: Groupe Lacroix: 8 Pieces on Paul Klee (Creative Works Records) mit Ensemble Sortisatio // Sozusagen
- 2003: Résonances (Cascavelle) mit Thomas Müller (Horn), Olivier Darbellay (Horn, Violoncello), Walter Stauffer (Klarinette), Masami Inoué (Violine), Elsbeth Darbellay (Basshorn), Peter Hörr (Violoncello), Ludus Ensemble, Jean-Luc Darbellay (Ltg.) // Signal, -La-, Octuor à vent, Concerto pour violoncelle, Espaces, Itinéraires, Images perdues, Appels
- 2003: Namaste suite (Mnemes/Auralit) mit Guido Arbonelli // Flash
- 2004: Ensemble Sortisatio (Querstand) mit Ensemble Sortisatio // Quartetto (17 Miniaturen)
- 2004: Hommage à Paul Klee (col legno) mit Camerata Bern, Erich Höbarth (Ltg.) // Ein Garten für Orpheus
- 2007: Schweizer Hornquartette Vol. II (MGB) mit Hornquartett Zürich // Azur
- 2007: Olivier Darbellay (Grammont MGB) mit Oliver Darbellay // Spectrum, Espaces magiques
- 2009: A Portrait (Claves Records) mit MDR-Sinfonieorchester, Fabio Luisi (Ltg.), Leipziger Hornquartett, Leipziger Schlagzeugensemble, Ensemble Sortisatio, Andreas Hartmann (Violine), Matthias Sannemüller (Viola), MDR-Rundfunkchor Leipzig, Michael Gläser (Ltg.), Julie Kaufmann (Sopran), Iris Vermillion (Alt), Christoph Genz (Tenor), Markus Marquardt (Bariton) // Oyama, Azur, Shadows, Sozusagen, Chant d’adieux, a quattro, Requiem
- 2009: 5 Octuors du XXème siècle (Saphir Productions) mit Ensemble Antipodes // Lumières
- 2011: Jean-Luc Darbellay (Grammont MGB) mit Markus Niederhauser (Bassetthorn, Klarinette, Bassklarinette), Olivier Darbellay (Horn), Quartett der Camerata Bern, Jean-Luc Darbellay (Ltg.), Noëlle-Anne Darbellay (Violine), Polina Peskina (Flöte), Moritz Müllenbach (Violoncello), Nicolas Farine (Klavier), Julien Annoni (Schlagzeug), Stefan Wirth (Klavier), Egidius Streiff (Violine), Mariana Doughty (Viola), Alfredo Persichilli (Violoncello), Sinfonie Orchester Biel, Thomas Rösner (Ltg.) // Ein Garten für Orpheus, B-A-C-H, à la recherche, Sadia, Alani, Incident Room, Gestes effleurements, MANA
- 2017: Constellations Ardentes (Challenge Records) mit Olivier Darbellay (Horn), Noelle-Anne Darbellay (Violine, Viola), Benjamin Engeli (Klavier) // Ori
- 2018: Flute News (Neos) mit Elisabeth Weinzierl (Flöte), Edmund Wächter (Flöte) // Waves
- 2018: Klee-Impressionen, Musik und «polyphone» Bilder (M&S) mit Ensemble Sortisatio // Über Wasser

## Publikationen
- Klee – Boulez «À la limite du pays». In: MusikTexte 100 (2004), S. 42.
- Mozart! In: Schweizer Musikzeitung. 9, 2006, 5, S. 5.
- Des gangsters en pullman philharmonique. In: Dissonanz. 105, 2009, S. 23–24.
- Edison Denisov, professeur et «rassembleur». In: Ekaterina Kouprovskaia-Bruggeman (Hrsg.): Edison Denisov, compositeur de la lumière. Publication Cdmc, Paris 2011, ISBN 978-2-916738-05-5, S. 29 f.
- Leben im Garten für Orpheus Paul Klees geheimnisvolles Universum seiner Jugendzeit. In: Zwitscher-Maschine. 3, 2017, S. 3–11.